# Aurélio Garcindo Fernandes de Sá

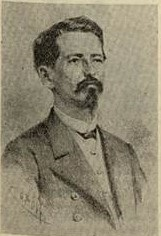
Aurélio Garcindo Fernandes de Sá

Aurélio Garcindo Fernandes de Sá (Sergipe, 31 de agosto de 1829 - Rio de Janeiro, 12 de agosto de 1873) foi um militar brasileiro da Marinha que lutou na Guerra do Paraguai.
Filho de Matias José Fernandes de Sá e Felipa Maria de Santiago, assentou Praça de Aspirante a Guarda-Marinha em 1845 e, durante os anos de formação militar-naval na Academia de Marinha, realizou viagem de instrução a bordo das Corvetas Bertioga e Dona Francisca. Foi promovido a Guarda-Marinha em dezembro de 1848, logo em janeiro seguinte embarcou, efetivamente, em seu primeiro navio, a Fragata Paraguassu.  Em janeiro de 1857, já no posto de Primeiro-Tenente, exerceu seu primeiro comando a bordo do Vapor Dom Pedro. No ano seguinte, assumiu o Vapor Camaquã e, em junho de 1859, foi designado para comandar a Canhoneira Parnaíba. Foi a bordo desse navio que escreveu as páginas mais importantes de sua breve carreira na Marinha. Faleceu em 12 de agosto de 1873.

## Vida
Promovido ao posto de Capitão-Tenente, em junho 1864, no quadro das ações militares no Rio da Prata, ainda na condição de comandante da Parnaíba, fraturou sua mão direita em um acidente a bordo. Foi então encaminhado à Corte para tratamento e, em janeiro de 1865, reassumiu o comando do mesmo navio já no contexto da Campanha da Guerra da Tríplice Aliança. Passou então a integrar a Esquadra comandada pelo Almirante Francisco Manoel Barroso da Silva, a fim de atuar contra as Forças paraguaias nas águas do Rio Paraná. Nessa campanha, cumpre ressaltar sua atuação nos combates na Batalha Naval do Riachuelo, onde, a 11 de junho de 1865, quando seu navio figurava na cauda da formação de combate das Forças brasileiras, estando à frente apenas da Jequitinhonha na linha, sofreu forte ataque inimigo, especialmente dos Vapores Taquari, Salto e Paraguari. Conseguiu rechaçar o ataque deste último vaso, mas não os dos outros dois, que realizaram a abordagem por ambos os bordos, iniciando um intenso combate homem a homem a bordo da Parnaíba. Combate esse que se tornou ainda mais desfavorável aos brasileiros quando o Vapor Marquês de Olinda – mercante brasileiro que havia sido apresado pelas Forças paraguaias e foi por elas armado a fim de atuar contra os aliados – abordou pela popa a Parnaíba. 
Diante de um quadro claramente desfavorável aos seus homens e aos oficiais e praças do Exército embarcados, que resistiam tenazmente àquele ataque, Aurélio Garcindo Fernandes de Sá deu ordem para que fosse ateado fogo ao paiol de pólvora, no intuito de incendiar seu navio, a fim de que não fosse apresado pelos inimigos. Sua ordem foi transmitida pelo imediato, Primeiro-Tenente Felipe Firmino Rodrigues Chaves, e prontamente colocada em prática por homens da guarnição. Não tendo sido executada em razão da fuga empreendida pelos atacantes paraguaios, ao perceberem que a Fragata Amazonas, a Corveta Belmonte e a Canhoneira Mearim vinham em socorro da Parnaíba. Livre daqueles que a abordaram, mesmo com o leme desmontado, ainda conseguiu safar-se com as máquinas e, governando com o velame, o Capitão-Tenente Aurélio Garcindo pôde abordar o Vapor Salto, onde fez vários prisioneiros, inclusive seu comandante.

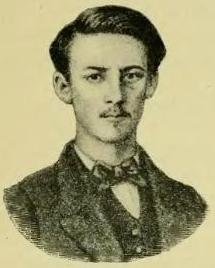
João Guilherme Greenhalgh

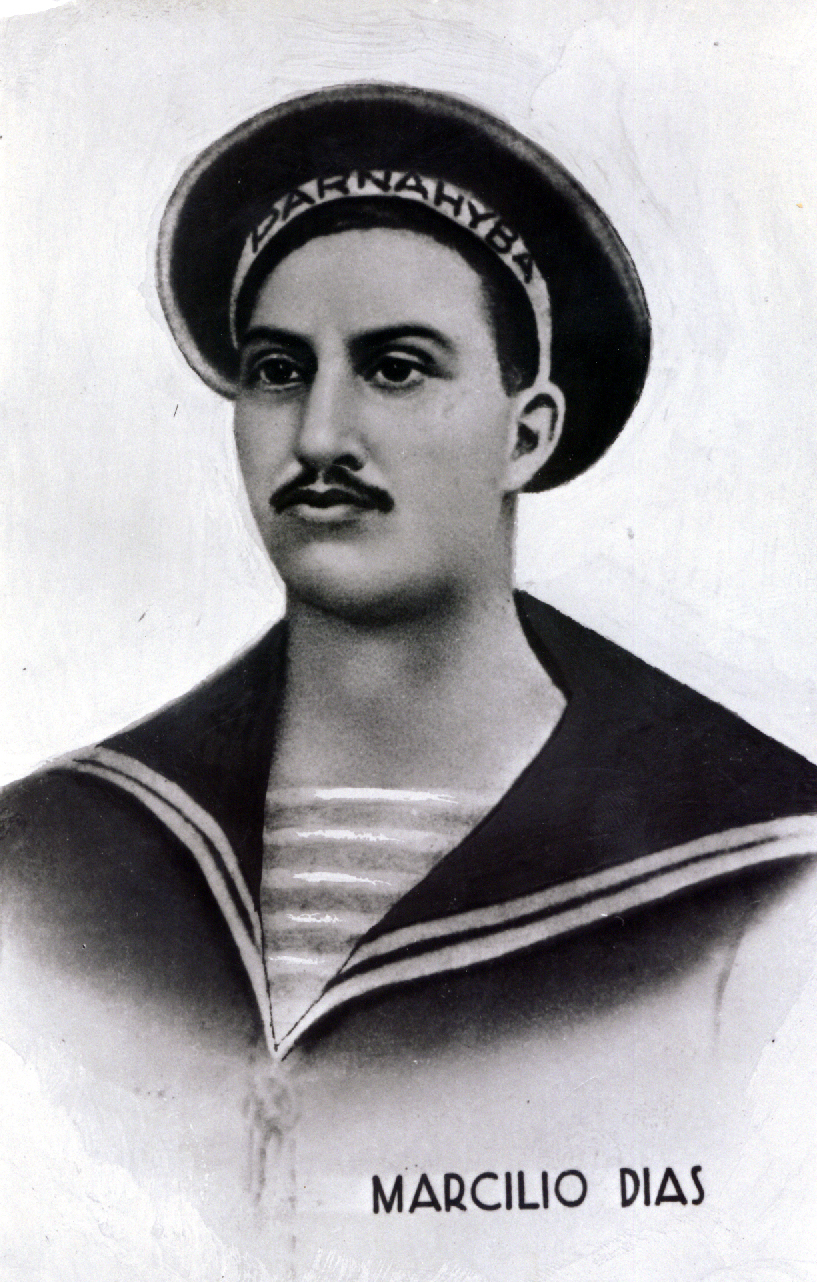
Marcilio Dias estava entre os 33 homens que caíram em combate no Parnaiba

Entre soldados e marinheiros brasileiros, perderam a vida naquela batalha 33 homens da Parnaíba, com destaque para alguns cuja bravura em luta foi oficialmente registrada pelo comandante após o combate, como: o Capitão do Exército Pedro Afonso Ferreira, o Guarda-Marinha João Guilherme Greenhalgh e o Imperial Marinheiro de Primeira-Classe Marcílio Dias. Restando ainda outros 25 feridos da Armada e mais 18 do contingente embarcado do Exército.
Realizados os reparos possíveis, logo no dia 18 do mesmo mês, tomou parte nas ações na passagem de Mercedes e, a 12 do mês seguinte, na passagem de Cuevas. Por ordem do Comandante em Chefe das Operações Navais no Rio da Prata passou o comando da Canhoneira Parnaíba no dia 23 de agosto de 1865 e seguiu para Buenos Aires, onde foi recolhido preso a bordo da Corveta Niterói, em razão dos acontecimentos a bordo da Parnaíba durante as ações em Riachuelo. Em dezembro de 1866, ainda na condição de preso, embarcou no Vapor Santa Cruz, em Montevidéu, a fim de seguir para o Rio de Janeiro, onde, a 9 de fevereiro de 1867, foi absolvido pelo Conselho Supremo Militar de Justiça e, logo no dia 22 desse mês, promovido ao posto de Capitão de Fragata com antiguidade retroativa a janeiro de 1866.
Por ordem do Secretário de Estado dos Negócios da Marinha, regressou ao cenário de operações navais contra o governo do Paraguai e, logo em 4 de junho de 1867, já exercia o comando interino da Corveta Herval e, dias depois, também interinamente, o da Fragata Lima Barros. Navio em que tomou parte nas ações em Curupaiti, na condição de seu comandante, e, em Humaitá, já como parte da tripulação. E onde foi gravemente ferido com uma cutilada nas costas, por ocasião da abordagem realizada por uma flotilha de canoas e chalanas paraguaias na madrugada de 2 de março de 1868. Em razão desse ferimento, foi enviado ao Rio de Janeiro para tratamento de saúde, onde chegou a 25 de março desse mesmo ano.
Promovido ao posto de Capitão de Mar e Guerra, em abril de 1868, foi novamente designado para atuar na Campanha contra o Paraguai, a 9 de maio desse ano, logo após seu restabelecimento. Chegou então a Montevidéu no dia 8 de junho e, oito dias depois, a Curupaiti, onde foi nomeado para assumir o comando do Encouraçado Silvado. Em julho desse ano, foi nomeado, provisoriamente, comandante da 2ª Divisão da Esquadra em Operações, passando o Silvado às ordens do Primeiro-Tenente Carlos Frederico de Noronha. Em 28 de agosto desse ano, reassumiu o comando do Silvado e, a 31 de agosto seguinte, assumiu o Encouraçado Bahia. Navio no qual tomou parte das ações em Tebiquari e na passagem de Angostura.
A 16 de novembro de 1868, passou a comandar a 4ª Divisão da Esquadra em Operações, a bordo do Vapor Henrique Martins. Permaneceu nessa função até meados de 1869. Em novembro desse ano, embarcou no Transporte Leopoldina a fim de regressar ao Rio de Janeiro, onde chegou no dia 22 desse mês.
Em 12 de fevereiro de 1870, o Capitão de Mar e Guerra Aurélio Garcindo Fernandes de Sá remeteu requerimento ao governo solicitando sua reforma por motivo de moléstia. Submetido à inspeção de saúde, foi constatado que o referido oficial sofria de bronquite crônica, tuberculose disseminada no pulmão esquerdo e deficiência na mão direita em razão de ferimento obtido em atividade a bordo. Sendo então considerado incapaz para o serviço na Armada, passou a integrar a 2ª classe do Quadro de Oficiais da Armada, em março de 1870. Em 25 de julho desse ano, foi-lhe concedida licença para empregar-se na Companhia de Navegação do Alto Paraguai com direito a continuar percebendo os proventos atinentes ao seu posto.
Apresentou-se no Quartel-General da Marinha, a 18 de março de 1873, declarando-se pronto para o serviço ativo. Sendo então transferido novamente para a 1ª classe do Quadro de Oficiais da Armada, em 21 de abril de 1873.
Por comunicação da família consta que o Capitão de Mar e Guerra Aurélio Garcindo Fernandes de Sá faleceu no dia 12 de agosto de 1873, sendo sepultado no dia seguinte no Cemitério São Francisco Xavier, no Rio de Janeiro.   

## Carreira
- Praça de Aspirante a Guarda-Marinha: 22 de fevereiro de 1845
- Guarda-Marinha: 22 de dezembro de 1848
- Segundo-Tenente: 9 de janeiro de 1851
- Primeiro-Tenente: 2 de dezembro de 1856
- Capitão-Tenente: 28 de junho de 1864
- Capitão de Fragata: 22 de fevereiro de 1867
- Capitão de Mar e Guerra: 12 de abril de 1868

## Comandos e Direções
- Vapor Dom Pedro
- Vapor Camaquã
- Vapor Parnaíba
- Corveta Parnaíba
- Corveta Encouraçada Herval
- Encouraçado Lima Barros
- Encouraçado Silvado
- Encouraçado Bahia
- 2ª Divisão da Esquadra em Operações (Campanha da Guerra da Tríplice Aliança)
- 4ª Divisão da Esquadra em Operações (Campanha da Guerra da Tríplice Aliança)

## Comissões
- Corveta Bertioga (instrução)

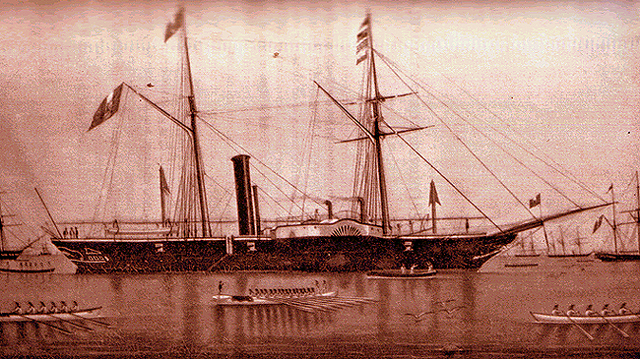
Fragata Amazonas em 1865

- Corveta Dona Francisca (instrução)
- Fragata Paraguassú
- Brigue Capiberibe
- Corveta União
- Brigue-Escuna Andorinha
- Corveta Imperial Marinheiro
- Iate Paraibano
- Corveta Euterpe
- Vapor Paraense
- Fragata Amazonas
- Brigue Itaparica
- Corveta Niterói
- Transporte Princesa de Joinvile
- Encouraçado Barroso
- Vapor Recife
- Canhoneira Henrique Martins
- Vapor Felipe Camarão
- Vapor Fernandes Vieira
- Corveta Beberibe

## Medalhas e Condecorações
- Imperial Ordem do Cruzeiro (Cavaleiro)
- Ordem de São Bento de Aviz (Cavaleiro)
- Imperial Ordem da Rosa
- Medalha do Combate em Corrientes